# Сегос
Сего́с (фр. Ségos) — коммуна во Франции, находится в регионе Юг — Пиренеи. Департамент — Жер. Входит в состав кантона Рискль. Округ коммуны — Миранд.
Код INSEE коммуны — 32424.

## География
Коммуна расположена приблизительно в 620 км к югу от Парижа, в 140 км западнее Тулузы, в 70 км к западу от Оша.
На востоке коммуны протекает река Леес.

## Климат
Климат умеренно-океанический. Лето жаркое и немного дождливое, температура часто превышает 35 °С. Зимой часто бывает отрицательная температура и ночные заморозки. Годовое количество осадков — 700—900 мм.

## Население
Население коммуны на 2010 год составляло 248 человек.
| 1962 | 1968 | 1975 | 1982 | 1990 | 1999 | 2010 |
| ---- | ---- | ---- | ---- | ---- | ---- | ---- |
| 318  | 304  | 276  | 272  | 248  | 232  | 248  |

## Администрация
| Период | Период | Фамилия       | Партия | Примечания |
| ------ | ------ | ------------- | ------ | ---------- |
| 2001   | 2014   | Клод Куломбье |        |            |
| 2014   | 2020   | Ален Безекур  |        |            |

## Экономика
В 2010 году среди 152 человек трудоспособного возраста (15-64 лет) 115 были экономически активными, 37 — неактивными (показатель активности — 75,7 %, в 1999 году было 75,7 %). Из 115 активных жителей работали 111 человек (54 мужчины и 57 женщин), безработных было 4 (0 мужчин и 4 женщины). Среди 37 неактивных 9 человек были учениками или студентами, 21 — пенсионерами, 7 были неактивными по другим причинам.

## Достопримечательности
- Церковь Св. Орана в неоклассическом стиле (XVIII век)

## Фотогалерея
- Въезд в Сегос
- Мэрия
- Церковь
- Зал
- Крест